# Richard Reisch
Richard Reisch (* 7. April 1866 in Wien; † 14. Dezember 1938 ebenda) war ein österreichischer Jurist, Politiker und Präsident der Oesterreichischen Nationalbank.

## Jugend und Ausbildung
Richard Reisch war der jüngere Bruder des Archäologen Emil Reisch. Nach dem Besuch eines Gymnasiums in Innsbruck studierte Richard Reisch ab 1884 Rechtswissenschaften an der Universität Innsbruck, für ein Semester besuchte er auch ein Seminar bei Carl Menger in Wien. Im Mai 1889 promovierte er bei Eugen Böhm von Bawerk.

## Akademische Karriere
An der Universität Wien erhielt er 1906 mit der Schrift „Die direkten Personal-Steuern in Oesterreich“ die Habilitation für das Fach Finanzrecht. 1914 wurde ihm der Titel ordentlicher Professor verliehen. 1927 wurde seine Lehrberechtigung auch auf Politische Ökonomie ausgedehnt. Im September 1935 wurde auf seinen Antrag hin seine Lehrerbefugnis über das 70. Lebensjahr hinaus erstreckt.
Das wissenschaftlichen Werke Richard Reischs trugen zur Entwicklung der modernen betriebswirtschaftlichen Steuerlehre und des Rechnungswesens bei. Reisch stand in engem Kontakt zu Ludwig Mises und Friedrich Hayek.

## Berufliche und politische Karriere
Nach seiner Promotion arbeitete Richard Reisch zunächst bei der Innsbrucker Finanzprokuratur und wechselte 1891 in das k.k. Finanzministerium. 1910 stieg Reisch zum Sektionschef auf, schied aber 1914 aus dem Staatsdienst aus. Er kam dann in die Direktion der Allgemeinen Bodencreditanstalt, deren Vizepräsident er 1921 wurde.
In der jungen Ersten Republik trat Reisch als Finanzexperte in Erscheinung und brachte sich durch Vorsprachen im sozialdemokratischen und christlichsozialen Parlamentsklub als Nachfolger für den zunehmend isolierten Staatssekretär für Finanzen, Joseph Schumpeter, ins Gespräch. Am 17. Oktober 1919 wurde er im Rahmen der Staatsregierung Renner III in das Amt des Staatssekretärs (= Ministers) im Staatsamt für Finanzen gewählt und wirkte auf diesem Posten auch in der Staatsregierung Mayr I bis zum 20. November 1920.
Von 1922 bis 1932 bestimmte er als erster Präsident der Oesterreichischen Nationalbank die Führung der österreichischen Währungspolitik mit. Er wurde am Neustifter Friedhof in einem ehrenhalber gewidmeten Grab bestattet.

## Publikationen
- Reisch, Richard: Die finanziellen Probleme. Strache, Wien u. a. 1919, (Flugschriften zum Neuaufbau Deutsch-Österreichs 38, ZDB-ID 544990-x).